# Vittorio De Sica
Vittorio De Sica, född 7 juli 1901 i Sora i Lazio, död 13 november 1974 i Neuilly-sur-Seine i Hauts-de-Seine, var en italiensk filmregissör och skådespelare.

## Biografi
Vittorio De Sica var skådespelare i charmörfacket innan han sadlade om och blev regissör. Först 1940 debuterade han som filmregissör och han brukar nämnas som pionjär för den italienska neorealismen. Hans filmer präglas av en kämpande humanism och djup medkänsla med arbetarklassen. I sin filmstil har han strävat efter att förena de poetiska, fantasiburna elementen med de naturalistiska. Han använde ofta amatörskådespelare, ett grepp som många regissörer tagit efter.
Han erhöll genom åren fyra Oscars för bästa utländska film, bland annat för Cykeltjuven (1948) och Den förbjudna trädgården (1970).

## Filmografi i urval
Som regissör
- 1943 – Barnen ser oss (I bambini ci guardano)
- 1946 – Ungdomsfängelset (Sciuscià)
- 1948 – Cykeltjuven (Ladri di biciclette)
- 1951 – Miraklet i Milano (Miracolo a Milano)
- 1952 – Umberto D.
- 1953 – Ödets perrong (Stazione Termini)
- 1954 – Neapels guld (L'oro di Napoli)
- 1956 – Taket (Il tetto)
- 1960 – De två kvinnorna (La ciociara)
- 1961 – Il giudizio universale
- 1962 – Fångarna i Altona (I sequestrati di Altona)
- 1962 – Det ljuva lättsinnet
- 1963 – Högkonjunktur (Il boom)
- 1963 – Igår, idag, imorgon (Ieri, oggi, domani)
- 1964 – Giftas på italienska (Matrimonio all'italiana)
- 1965 – En ung värld (Un monde nouveau)
- 1966 – Häxorna (episodfilm) (Le streghe)
- 1966 – Ta' fast räven (After the Fox)
- 1967 – Amor skjuter skarpt (Sette volta donna)
- 1968 – I skuggan av ett möte (Amanti)
- 1970 – Den förbjudna trädgården (Il giardino dei Finzi-Contini)
- 1970 – Sunflower (I girasoli)
- 1974 – Resan (Il viaggio)

Som skådespelare
- 1952 – Goddag, elefant! (Buongiorno, elefante!)
- 1953 – Bröllopsgåvan (Madame de...)
- 1953 – Kärlek, bröd och fantasi (Pane, amore e fantasia)
- 1954 – Sängen (Secrets d'alcôve)
- 1955 – Lockbetet (Peccato che sia una canaglia)
- 1957 – Farväl till vapnen  (A Farewell to Arms)
- 1958 – Anna från Brooklyn (Anna di Brooklyn)
- 1959 – Generalen (Il Generale Della Rovere)
- 1960 – Miljonärskan (The Millionairess)
- 1960 – Det började i Neapel (It Started in Naples)
- 1961 – Leve kärleken (Vive Henri IV, vive l'amour!)
- 1962 – Aladdins äventyr (Le meraviglie di Aladino)
- 1964 – Ett lättfärdigt stycke (The Amorous Adventures of Moll Flanders)
- 1967 – Kom så rånar vi (The Biggest Bundle of Them All)
- 1967 – Cinéma et réalité
- 1970 – Tolv plus en (12 + 1)
- 1971 – Guldsonen (Cose di Cosa Nostra)
- 1972 – Ski Raiders (Snow Job)
- 1975 – Blood for Dracula